# او هوی-پیترسن
او هوی-پیترسن (دانمارکی: Aage Høy-Petersen؛ ۴ نوامبر ۱۸۹۸ – ۲۹ دسامبر ۱۹۶۷) قایقران قایق بادبانی اهل دانمارک بود.